# 米卡埃尔·朗德罗
米卡埃尔·樊尚·安德烈-马里·朗德罗（法語：Mickaël Vincent André-Marie Landreau，法語發音：[mikaɛl vɛ̃sɑ̃ ɑ̃dʁe maʁi lɑ̃dʁo]；1979年5月14日—），是一名法國足球守門員。

## 生平

### 球會
蘭度出自法國球會南特，在青年軍時代已是預備隊隊長。他以擅長撲救罰球出名，職業生涯共撲救了30個罰球。蘭特奴自1996年起已是球會正選，時僅17歲，也曾參與過法國青年國家隊出征1997年世青杯。蘭特奴在南特時代贏過2000-01年法甲聯賽冠軍，和1999、2000年兩屆法國杯。在2005/06年球季約滿後，蘭特奴開始轉會加盟巴黎聖日耳門。

### 國家隊
蘭特奴於2006年入選了國家隊出戰2006年世界杯，為國家隊三號門將。自國家隊首席守門員巴夫斯退出國家隊後，蘭特奴成為了國家隊第二號守門員。

## 榮譽
南特
- 法甲冠軍：2000/01年；
- 法國杯冠軍：1999年、2000年；
- 法國超級盃冠軍：1999年、2001年；

巴黎聖日耳門
- 法國聯賽盃冠軍：2008年

里爾
- 法甲冠軍：2010/11年；
- 法國杯冠軍：2011年；

國家隊
- 世界盃亞軍：2006年；

## 外部連結
- （法文） FFF profile （页面存档备份，存于）
- （法文） 巴黎聖日門網站